# Conger myriaster
Conger myriaster is een straalvinnige vis uit de familie van zeepalingen (Congridae) en behoort derhalve tot de orde van palingachtigen (Anguilliformes). De vis kan een lengte bereiken van 100 cm.

## Leefomgeving
Conger myriaster is een zoutwatervis. De vis prefereert een gematigd klimaat en leeft hoofdzakelijk in de Grote Oceaan. De diepteverspreiding is 320 tot 830 m onder het wateroppervlak.

## Relatie tot de mens
Conger myriaster is voor de visserij van groot commercieel belang. In de hengelsport wordt er weinig op de vis gejaagd.